# Sara Sothern

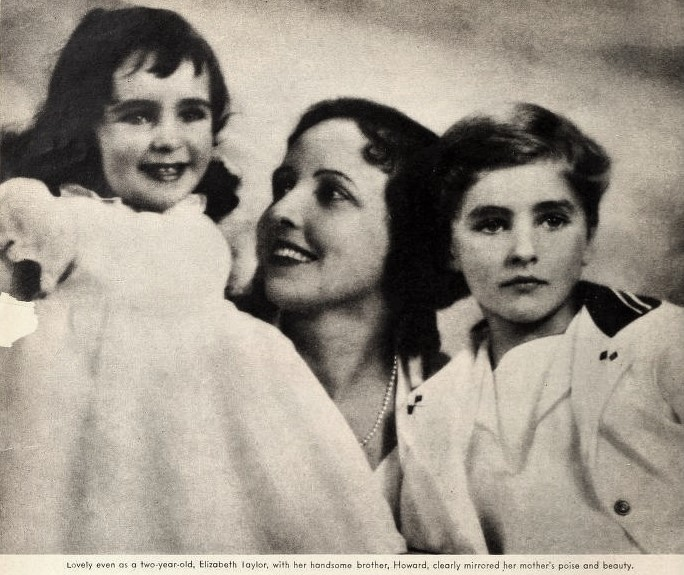
Sara Sothern mit ihren Kindern (1934).

Sara Sothern, geborene Sara Viola Warmbrodt, verheiratete Sara Viola Taylor (* 21. August 1895 in Arkansas City, Kansas; † 11. September 1994 in Palm Springs, Kalifornien) war eine US-amerikanische Theaterschauspielerin und Mutter von Elizabeth Taylor.

## Leben
Sara Sothern wurde als Sara Viola Warmbrodt geboren. Ihr Vater, Samuel Sylvester Warmbrodt (1861–1948), war Ingenieur schweizerischer Abstammung. Ihre Mutter, Elizabeth Ann, geb. Wilson (1864–1932), spielte Klavier und Violine. Sara studierte Schauspiel in Kansas City, für die Bühne nahm sie den Künstlernamen Sara Sothern an. Sie war der Typ des Twenty Flapper Girls und trug als eine der ersten Schauspielerinnen einen Bob. Bis Dezember 1922 trat sie auf Bühnen in Los Angeles auf. Zwischen 1922 und 1926 spielte sie am Broadway. Mit 27 Jahren hatte sie im vierten Akt des Stücks The Fool von Channing Pollock, das von der Geschichte des Franz von Assisi inspiriert war, einen Auftritt als körperbehinderte 15-Jährige 'Mary Margret'. Die Produktion hatte in Los Angeles Premiere und wurde am Broadway und in London aufgeführt. Die britische Times erklärte ihre Darbietung zu einem Triumph. Backstage erhielt Sara Sothern von Mary, der Tochter Georgs V., eine diamantene Brosche.
Nach ihrer Heirat 1926 mit dem Kunsthändler Francis Lenn Taylor zog sich Sothern von der Bühne zurück. Nachdem sie mehrere Jahre in England gelebt hatte, wo auch ihre Kinder Liz Taylor und Howard Taylor geboren wurden, kehrte sie in die Vereinigten Staaten zurück. In Los Angeles, Kalifornien, widmete sie sich ihrer Familie und der Filmkarriere ihrer Tochter. Sothern starb im September 1994 im Alter von 99 Jahren in Palm Springs.

## Broadwayrollen
- The Little Spitfire, 1926
- Mama Loves Papa, Forrest Theatre, New York, 1926
- Fool´s Bell, Criterion Theatre, New York, 1925
- Arabesque, National Theater, New York, 1925
- The Fool, Times Square Theatre, New York, 1922–23